# Jabłoń-Spały
Jabłoń-Spały is een plaats in het Poolse district  Wysokomazowiecki, woiwodschap Podlachië. De plaats maakt deel uit van de gemeente Nowe Piekuty en telt 87 inwoners.